# Hyalonema ovuliferum
Hyalonema ovuliferum är en svampdjursart som beskrevs av Schulze 1899. Hyalonema ovuliferum ingår i släktet Hyalonema och familjen Hyalonematidae. Inga underarter finns listade i Catalogue of Life.